# Kératomalacie
La kératomalacie est une kératite profonde propre aux nouveau-nés et aux jeunes enfants, il s'agit de la forme grave de la xérophtalmie. Elle est due à l'avitaminose en vitamine A. 

## Description

### Symptômes
Elle débute par un état de sécheresse particulier de la conjonctive (xérophtalmie), auquel succède une infiltration grise (la personne n'y voit plus dans la pénombre), suivant le méridien transversal de la cornée (tache de Bitôt), dont la moitié inférieure envahie à son tour peut s'ulcérer et se perforer si on ne remédie pas au manque de vitamine A (surinfection).

### Épidémiologie
Due à une carence en vitamine A, cette pathologie constitue la première cause de cécité infantile dans les pays du tiers monde (en particulier, bien sûr, ceux touchés par la malnutrition : jusqu'à 7 % des enfants de moins de 5 ans touchés en 2000 au Burkina Faso par exemple). Elle est favorisée par des maladies infectieuses comme la diarrhée ou la rougeole.

### Traitement
l'administration de vitamine A est évidemment la base du traitement. Les cas les plus graves nécessiteront du palmitate de rétinol (préparation de 55 mg, 100 000 UI de vitamine A) miscible dans l'eau par injection intramusculaire ainsi que des antibiotiques.